# Palais Hložek de Žampach
Pour les articles homonymes, voir Hložek.
Le Palais Hložek de Žampach est un palais baroque situé dans la rue Kanovnická dans le quartier du château de Prague (Hradcany) à Prague 1. Il est protégé en tant que monument culturel de la République tchèque. Le palais abrite l'ambassade d'Autriche à Prague.

## Histoire
Plusieurs maisons gothiques se trouvaient sur le site du palais actuel, mais le tout a été détruit dans un incendie en 1541. Dans les années 1550, une maison du début de la Renaissance a été construite sur la parcelle. Ce bâtiment a été à l'origine de la reconstruction baroque effectuée dans les années 1680 par le burgrave du Château de Prague Albrecht Hložek de Žampach, qui lui a donné son nom. Le palais a appartenu à ses descendants jusqu'en 1757. 
Entre 1923 -1925 le palais a été totalement reconstruit dans son style d'origine. L’ambassade d’Autriche est installée dans le palais depuis 1919. 

## Galerie

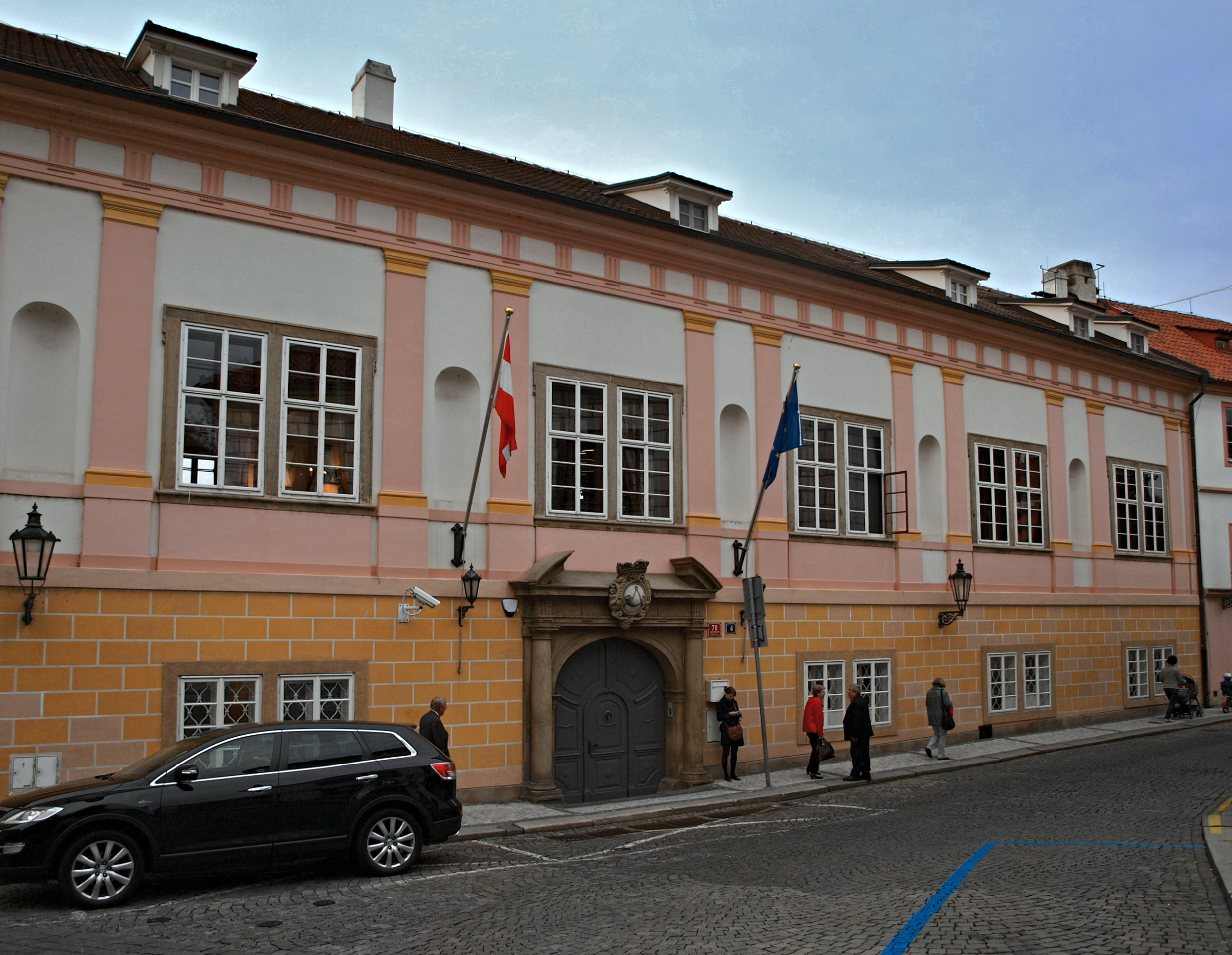
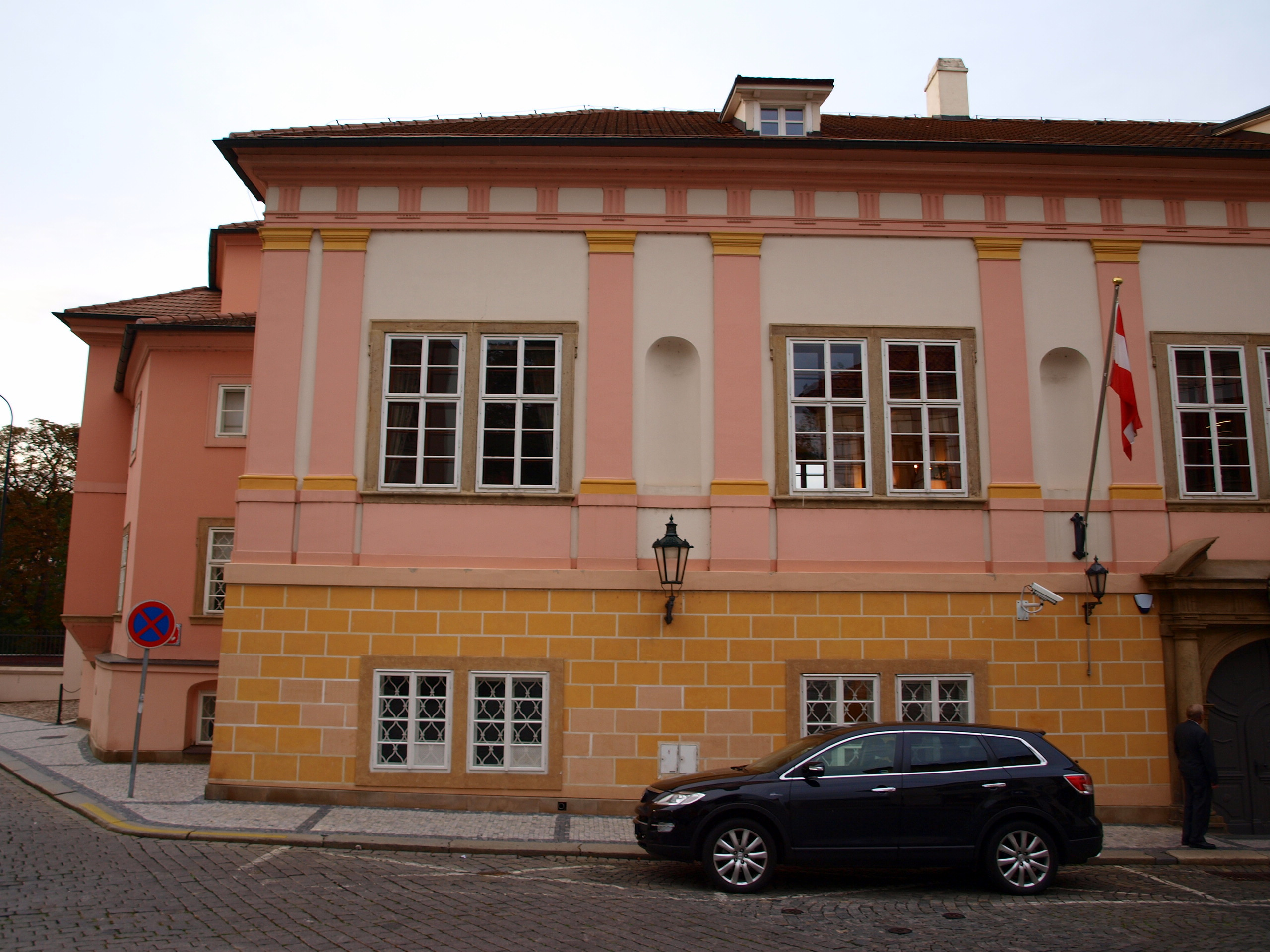
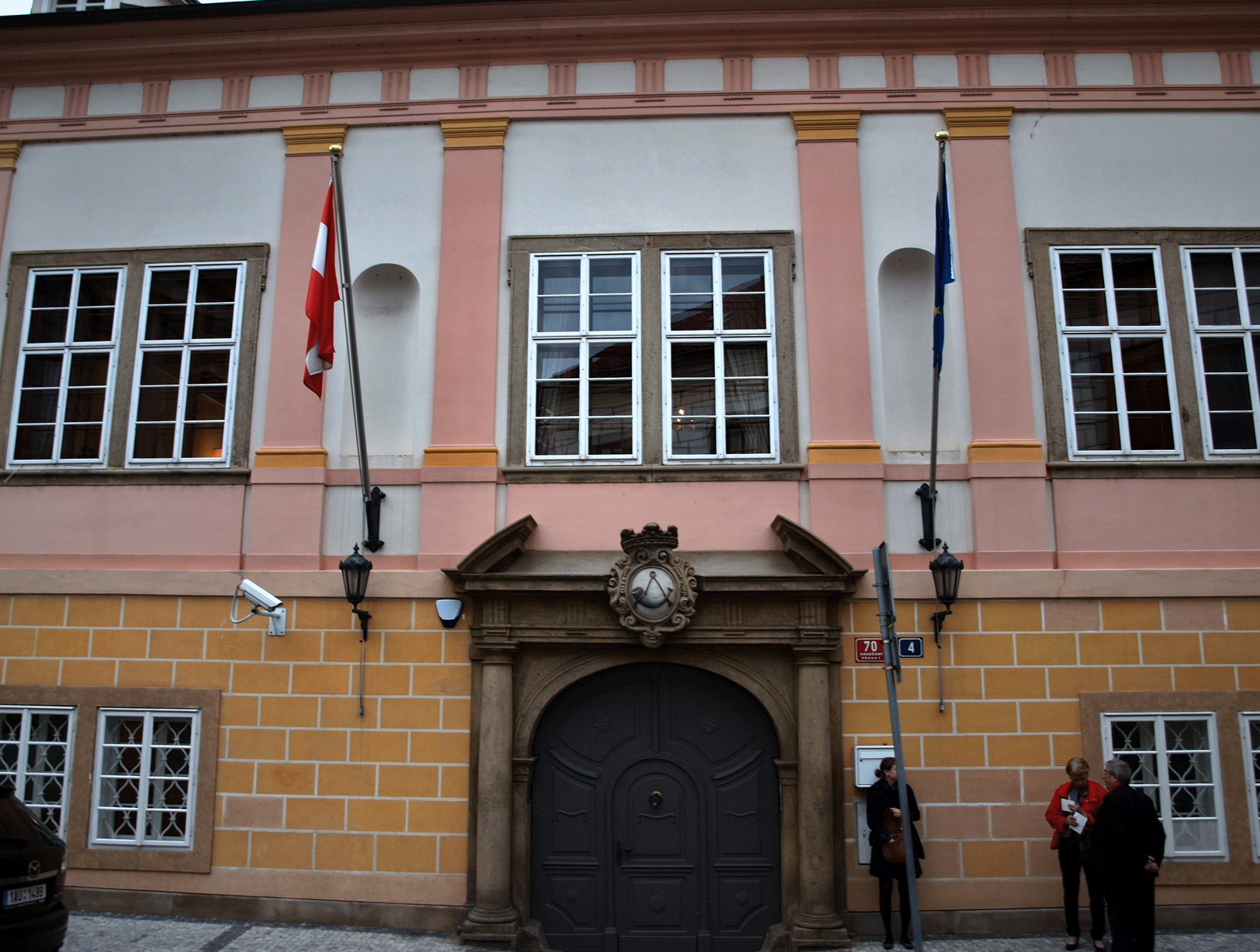